# 1959年日本參議院選舉
第5屆日本參議院議員通常選舉（日语：／）在1959年6月2日舉行，選出參議院議員。自民黨在這次選舉後取得了132個參議院議席，在參議院亦確立了單獨過半的勢力。

## 議員

### 選舉区当選
自民党   社会党   綠風会   無黨籍   創價學會系無黨籍 
| 北海道     | 北海道   | 北海道   | 北海道     | 青森縣   | 岩手縣     | 宮城縣   | 秋田縣     | 山形縣     | 福島縣     | 福島縣     |
| ---------- | -------- | -------- | ---------- | -------- | ---------- | -------- | ---------- | ---------- | ---------- | ---------- |
| 米田勳     | 堀末治   | 井川伊平 | 千葉信     | 佐藤尚武 | 谷村貞治   | 村松久義 | 松野孝一   | 村山道雄   | 石原幹市郎 | 田畑金光   |
| 茨城縣     | 茨城縣   | 栃木縣   | 栃木縣     | 群馬縣   | 群馬縣     | 埼玉縣   | 埼玉縣     | 千葉縣     | 千葉縣     |            |
| 大森創造   | 武藤常介 | 戶叶武   | 湯澤三千男 | 大和与一 | 最上英子   | 小林英三 | 天田勝正   | 小澤久太郎 | 加瀨完     |            |
| 神奈川縣   | 神奈川縣 | 山梨縣   | 東京都     | 東京都   | 東京都     | 東京都   | 新潟縣     | 新潟縣     | 富山縣     |            |
| 河野謙三   | 田上松衛 | 安田敏雄 | 柏原安     | 市川房枝 | 鮎川金次郎 | 黑川武雄 | 佐藤芳男   | 武内五郎   | 櫻井志郎   |            |
| 石川縣     | 福井縣   | 長野縣   | 長野縣     | 岐阜縣   | 静岡縣     | 静岡縣   | 愛知縣     | 愛知縣     | 愛知縣     | 三重縣     |
| 鳥畠德次郎 | 高橋衛   | 羽生三七 | 木内四郎   | 田中啟一 | 太田正孝   | 小林武治 | 青柳秀夫   | 杉浦武雄   | 近藤信一   | 井野碩哉   |
| 滋賀縣     | 京都府   | 京都府   | 大阪府     | 大阪府   | 大阪府     | 兵庫縣   | 兵庫縣     | 兵庫縣     | 奈良縣     | 和歌山縣   |
| 村上義一   | 井上清一 | 永末英一 | 赤間文三   | 村尾重雄 | 龜田得治   | 岡崎真一 | 青田源太郎 | 松澤兼人   | 木村篤太郎 | 野村吉三郎 |
| 鳥取縣     | 島根縣   | 岡山縣   | 岡山縣     | 廣島縣   | 廣島縣     | 山口縣   | 德島縣     | 香川縣     | 愛媛縣     | 高知縣     |
| 中田吉雄   | 佐野廣   | 秋山長造 | 加藤武德   | 宮澤喜一 | 藤田進     | 吉武惠市 | 三木與吉郎 | 津島壽一   | 增原惠吉   | 寺尾豐     |
| 福岡縣     | 福岡縣   | 福岡縣   | 佐賀縣     | 長崎縣   | 熊本縣     | 熊本縣   | 大分縣     | 宮崎縣     | 鹿兒島縣   | 鹿兒島縣   |
| 吉田法晴   | 野田俊作 | 劒木亨弘 | 鍋島直紹   | 藤野繁雄 | 櫻井三郎   | 松野鶴平 | 村上春藏   | 二見甚鄉   | 西鄉吉之助 | 谷口慶吉   |

### 全国区当選
自民党   社会党   綠風会   共產党   中小企業政治聯盟   無黨籍   創價學會系無黨籍 
| 1位-10位  | 米田正文 | 鹿島守之助 | 辻政信     | 前田久吉 | 石田次男   | 金丸冨夫 | 奥梅尾     | 重政庸德   | 天埜良吉 | 大倉精一 |
| 11位-20位 | 石谷憲男 | 赤松常子   | 加賀山之雄 | 中尾辰義 | 小平芳平   | 野上元   | 木村禧八郎 | 鮎川義介   | 原島宏治 | 下村定   |
| 21位-30位 | 北畠教真 | 松本治一郎 | 植垣弥一郎 | 梶原茂嘉 | 上林忠次   | 牛田寬   | 山本伊三郎 | 岡三郎     | 青木一男 | 鹿島俊雄 |
| 31位-40位 | 鶴園哲夫 | 大谷贇雄   | 鈴木恭一   | 横山福   | 岡村文四郎 | 山本杉   | 阿具根登   | 高瀨莊太郎 | 永岡光治 | 高野一夫 |
| 41位-50位 | 久保等   | 野本品吉   | 田中清一   | 山口重彦 | 千葉千代世 | 須藤五郎 | 川上為治   | 基政七     | 豐瀨禎一 | 德永正利 |

- 補選（任期3年）- 因在第4屆日本參議院議員通常選舉中選出的小野義夫、本多市郎從缺。

| 51位-52位 | 中村順造 | 向井長年 |

### 補選
- 熊本選舉区 櫻井三郎（1960.4.8去世）→野上進（1960.5.18補選）
- 宮崎選舉区 二見甚鄉（辞職）→温水三郎（1961.12.10補選）
- 熊本選舉区 松野鶴平（1962.10.18去世）→澤田一精（1962.7.1補選）
- 栃木選舉区 湯澤三千男（1963.2.21去世）→坪山德弥（1963.4.6補選）
- 福岡選舉区 吉田法晴（參選北九州市市長）→小宮市太郎（1963.4.9補選）
- 茨城選舉区 武藤常介（1963.8.6去世）→鈴木一司（1963.9.18補選）
- 愛知選舉区 杉浦武雄（1963.9.12去世）→八木一郎（1963.10.28補選）
- 京都選舉区 永末英一（參選眾院選）→植木光教（1963.12.10補選）
- 和歌山選舉区 野村吉三郎（1964.5.8去世）→和田鶴一（1964.6.21補選）
- 岡山選舉区 秋山長造、加藤武德（參選岡山縣知事）→秋山長造、木村睦男（1964.12.9補選）

## 外部連結
- 総務省統計局ホームページ　第27章「公務員・選挙」 （页面存档备份，存于）
- 『ザ・選挙』第5回参議院議員選挙 （页面存档备份，存于）
  - 『ザ・選挙』第5回参議院議員補欠選挙（山形選挙区） （页面存档备份，存于）
  - 『ザ・選挙』第5回参議院議員補欠選挙（兵庫選挙区） （页面存档备份，存于）
  - 『ザ・選挙』第5回参議院議員補欠選挙（熊本選挙区） （页面存档备份，存于）
  - 『ザ・選挙』第5回参議院議員補欠選挙（埼玉選挙区） （页面存档备份，存于）
  - 『ザ・選挙』第5回参議院議員補欠選挙（千葉選挙区） （页面存档备份，存于）
  - 『ザ・選挙』第5回参議院議員補欠選挙（宮崎選挙区） （页面存档备份，存于）
  - 参議院議員選挙当選無効訴訟関係資料（中田吉雄氏旧蔵）｜国立国会図書館 憲政資料室[]
- 自民党が参議院の絶対多数を確保 | NHK放送史（動画・記事） （页面存档备份，存于）